# Édouard Drumont

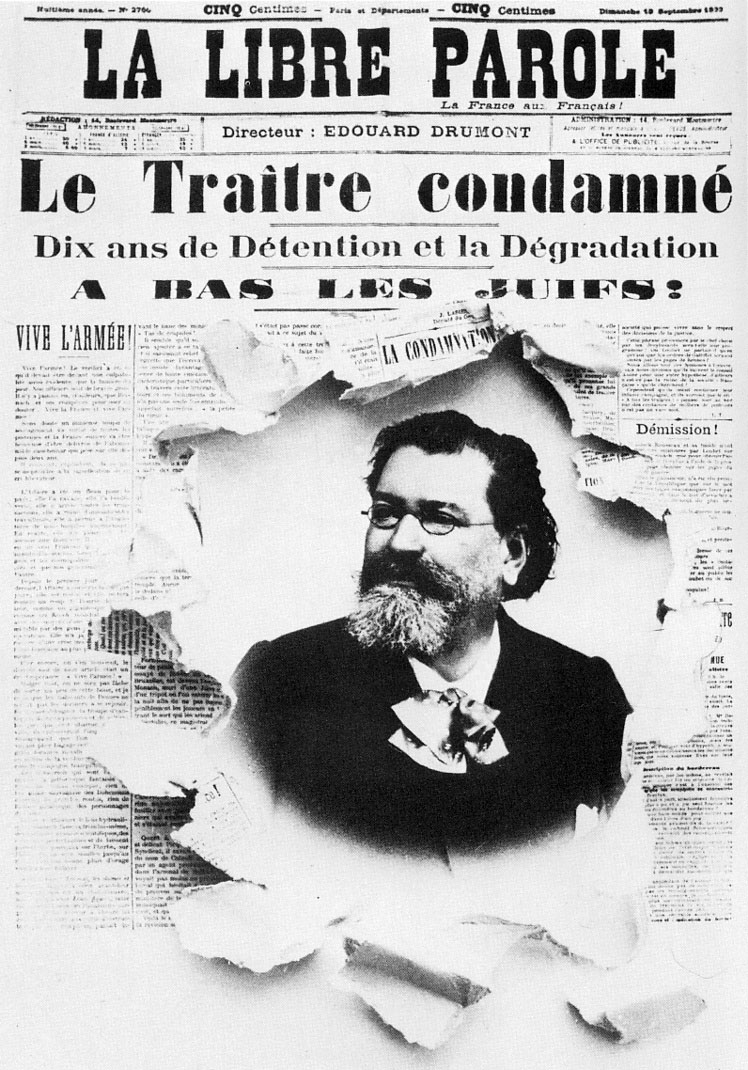
Édouard Drumont i antysemicka gazeta, którą założył, „La Libre Parole”. Nagłówek odnosi się do Sprawy Dreyfusa: "Zdrajca skazany", "Precz z Żydami!"

Édouard Adolphe Drumont (ur. 3 maja 1844, zm. 5 lutego 1917) – francuski nacjonalista, publicysta i pisarz, założyciel Ligue antisémitique de France w 1889 i pisma La Libre Parole, które odegrało ważną rolę w sprawie Dreyfusa.

## Publikacje
- Żydowska Francja (1886)
- La fin d'un monde (1888)
- Dernière battaille (1890)
- Testament d'un antisémite (1891)
- Secret de fourmies (1892)
- De l'or de la boue du sang (1896)
- Les Juifs et l'affaire Dreyfus (1899)
- Vieux portraits, vieux cadres (1900)